# Publius Vitellius
Publius Vitellius († nach dem 18. Oktober 31) war ein römischer Politiker und Offizier des 1. Jahrhunderts n. Chr.
Vitellius entstammte der Familie der Vitellier, die wohl aus Luceria in Apulien stammte. Sein gleichnamiger Vater arbeitete als Hausverwalter des Augustus und hatte außer Publius noch drei weitere Söhne: Aulus bekleidete im Jahr 32 zusammen mit dem Vater Neros, Gnaeus Domitius Ahenobarbus, das Konsulat. Quintus erreichte noch unter Augustus die Quästur, wurde unter dessen Nachfolger Tiberius aber aus dem Senat ausgeschlossen. Lucius war als Statthalter von Syrien Koordinator der römischen Orientpolitik und einer der einflussreichsten Senatoren unter den Kaisern Caligula und Claudius. Lucius’ Sohn Aulus war im Vierkaiserjahr 69 römischer Kaiser.
Publius Vitellius durchlief offenbar die übliche senatorische Ämterlaufbahn. Im Jahr 12/13 kommandierte er eine militärische Einheit in Thrakien und während des Germanienfeldzugs 14–16 diente er Germanicus als Legionslegat. Als er in dieser Funktion die legio II Augusta und die legio XIIII Gemina die Nordseeküste entlangführte, wurde er von einer Sturmflut überrascht. Gegen Ende des Feldzugs sandte Germanicus ihn zur Durchführung eines Provinzialzensus nach Gallien.
Vitellius begleitete Germanicus auch auf seiner Orientreise und war während dieser Zeit Prokonsul von Bithynia et Pontus in Kleinasien. Als Germanicus im Jahr 19 überraschend starb, wurde Gnaeus Calpurnius Piso, der Statthalter von Syrien, verdächtigt, ihn vergiftet zu haben. Vitellius war am Prozess gegen Piso als Ankläger beteiligt und zeigte dabei besonderes rhetorisches Geschick. Später, das genaue Jahr ist nicht bekannt, bekleidete er die Prätur.
Nach der Hinrichtung des in Ungnade gefallenen Prätorianerpräfekten Sejan, dessen Anhänger er gewesen war, im Jahr 31 wurde Vitellius verhaftet. Ihm wurde vorgeworfen, er habe als Präfekt des aerarium militare mit den darin enthaltenen Geldern einen Umsturzversuch Sejans unterstützen wollen. Vitellius wurde im Haus eines seiner Brüder, wohl dem des Aulus, unter Hausarrest gestellt, wo er entweder an den Folgen eines Suizidversuchs oder an einer Krankheit starb.
Acutia, die Witwe des Vitellius, wurde kurz vor dem Tod des Tiberius im Jahr 37 wegen Majestätsbeleidigung verurteilt.